# Selección masculina de voleibol del Perú
La selección masculina de voleibol del Perú es el equipo representativo del país en las competiciones oficiales de voleibol. Su organización está a cargo de la Federación Peruana de Voleibol. Participa en los torneos organizados por la Confederación Sudamericana de Voleibol, así como en los de la Federación Internacional de Voleibol.
Actualmente, se encuentra bajo la dirección técnica del cubano Juan Carlos Gala. Hasta la fecha ha participado en Campeonato Mundial de Voleibol únicamente en 1960. Mientras que, a nivel sudamericano, ha participado en dieciocho ediciones del Campeonato Sudamericano de Voleibol Masculino, siendo su mejor resultado la medalla de bronce obtenida en 1951.
En el 2022 obtiene la medalla de bronce en los Juegos Suramericanos Asunción 2022.

## Historial

### Campeonato Mundial
Medallas:
- Medallas de oro: 0
- Medallas de plata: 0
- Medallas de bronce: 0

| Campeonato Mundial de Voleibol | Campeonato Mundial de Voleibol | Campeonato Mundial de Voleibol | Campeonato Mundial de Voleibol | Campeonato Mundial de Voleibol | Campeonato Mundial de Voleibol |
| ------------------------------ | ------------------------------ | ------------------------------ | ------------------------------ | ------------------------------ | ------------------------------ |
| 1949:                          | No participó                   | 1952:                          | No clasificó                   | 1956:                          | No clasificó                   |
| 1960:                          | 14.º puesto                    | 1962:                          | No clasificó                   | 1966:                          | No participó                   |
| 1970:                          | No participó                   | 1974:                          | No clasificó                   | 1978:                          | No clasificó                   |
| 1982:                          | No participó                   | 1986:                          | No clasificó                   | 1990:                          | No clasificó                   |
| 1994:                          | No participó                   | 1998:                          | No clasificó                   | 2002:                          | No participó                   |
| 2006:                          | No participó                   | 2010:                          | No participó                   | 2014:                          | No participó                   |
| 2018:                          | No clasificó                   | 2022:                          | No clasificó                   |                                |                                |

### Juegos Panamericanos
| 2019: | 8.º puesto |  |  |

### Juegos Suramericanos
| Juegos Suramericanos | Juegos Suramericanos | Juegos Suramericanos | Juegos Suramericanos | Juegos Suramericanos | Juegos Suramericanos |
| -------------------- | -------------------- | -------------------- | -------------------- | -------------------- | -------------------- |
| 1982:                | 3.º puesto           | 2010:                | 6.º puesto           | 2014:                | 4.º puesto           |
| 2018:                | 5.º puesto           | 2022:                | 3.º puesto           |                      |                      |

### Juegos Bolivarianos
| Juegos Bolivarianos | Juegos Bolivarianos | Juegos Bolivarianos | Juegos Bolivarianos | Juegos Bolivarianos | Juegos Bolivarianos |
| ------------------- | ------------------- | ------------------- | ------------------- | ------------------- | ------------------- |
| 1993:               | 2.º puesto          | 2009:               | 2.º puesto          | 2022:               | 3.º puesto          |

### Campeonato Sudamericano
Medallas:
- Medallas de oro: 0
- Medallas de plata: 0
- Medallas de bronce: 1

| Campeonato Sudamericano de Voleibol Masculino | Campeonato Sudamericano de Voleibol Masculino | Campeonato Sudamericano de Voleibol Masculino | Campeonato Sudamericano de Voleibol Masculino | Campeonato Sudamericano de Voleibol Masculino | Campeonato Sudamericano de Voleibol Masculino |
| --------------------------------------------- | --------------------------------------------- | --------------------------------------------- | --------------------------------------------- | --------------------------------------------- | --------------------------------------------- |
| 1951:                                         | 3.º puesto                                    | 1956:                                         | 4.º puesto                                    | 1958:                                         | No participó                                  |
| 1961:                                         | 4.º puesto                                    | 1962:                                         | 7.º puesto                                    | 1964:                                         | No participó                                  |
| 1967:                                         | No participó                                  | 1969:                                         | No participó                                  | 1971:                                         | 6.º puesto                                    |
| 1973:                                         | No participó                                  | 1975:                                         | 8.º puesto                                    | 1977:                                         | 4.º puesto                                    |
| 1979:                                         | 6.º puesto                                    | 1981:                                         | No participó                                  | 1983:                                         | No participó                                  |
| 1985:                                         | 6.º puesto                                    | 1987:                                         | 7.º puesto                                    | 1989:                                         | 4.º puesto                                    |
| 1991:                                         | 4.º puesto                                    | 1993:                                         | No participó                                  | 1995:                                         | 6.º puesto                                    |
| 1997:                                         | 4.º puesto                                    | 1999:                                         | 8.º puesto                                    | 2001:                                         | Suspendida*                                   |
| 2003:                                         | No participó                                  | 2005:                                         | No participó                                  | 2007:                                         | 8.º puesto                                    |
| 2009:                                         | 6.º puesto                                    | 2011:                                         | No participó                                  | 2013:                                         | No participó                                  |
| 2015:                                         | 7.º puesto                                    | 2017:                                         | 7.º puesto                                    | 2019:                                         | 5.º puesto                                    |
| 2021:                                         | 5.º puesto                                    |                                               |                                               |                                               |                                               |

*La FPVB se encontraba suspendida por la FIVB de participar en cualquier torneo.

## Jugadores
La siguiente lista es la nómina de los seleccionados nacionales para jugar en la siguiente competición.
- Armadores: Paul Williams y Ricardo Silva-Santisteban.
- Opuestos: Francis Mendoza y Eduardo Romay (capitán).
- Centrales: Daniel Urueña, Benny Bernaola, Sebastian Velarde y Benjamín Patrón.
- Líberos: Jonathan Nakamatsu y Jassir Morón.
- Puntas: Álvaro Hidalgo, Japón Vargas, Daniel Porras, Sebastián Calvera y Carrasco.

## Entrenadores
Comando Técnico:
- Entrenador: Juan Carlos Gala
- Asistentes: Diego Recavarren y Edwin Jiménez.
- Fisioterapeuta: Alexander Fernández
- Árbitro: Walter Vera.
- Delegada: Evelyn Cerna.
- Director técnico: Juan Carlos Gala

## Palmarés
| Competición                                          | Campeón | Segundo lugar  | Tercer lugar   | Cuarto lugar                           |
| ---------------------------------------------------- | ------- | -------------- | -------------- | -------------------------------------- |
| Campeonato Sudamericano                              |         |                | 1 (1951)       | 6 (1956, 1961, 1977, 1989, 1991, 1997) |
| Juegos Suramericanos                                 |         |                | 2 (1982, 2022) | 1 (2014)                               |
| Juegos Bolivarianos                                  |         | 2 (1993, 2009) | 1 (2022)       | 1 (2013)                               |
| Campeonato Sudamericano de Voleibol Masculino Sub-21 |         |                | 1 (1978)       | 3 (1990, 1994, 2022)                   |
| Copa Panamericana de Voleibol Masculino Sub-23       |         | 1 (2024)       | 1 (2023)       |                                        |